# Aristo de Pela
Aristo ou Aríston de Pela (em grego:  Αρίστων; em latim: Aristo Pellaeus) (c. 100 - 160), foi um apologético e cronista cristão, que floresceu em meados do século II.
Assim como Hegésipo representa uma escola de pensamento mais liberal do que a dos fariseus e dos ebionitas essênios, que levaram principalmente ao declínio o cristianismo judaico. Aristo é citado por Eusébio quando relata os acontecimentos envolvendo o imperador romano Adriano e o rebelde líder judeu Simão Barcoquebas. Aristo é fonte para Eusébio por ocasião do permanente banimento dos judeus de Jerusalém por ordem de Adriano, renomeada para Élia Capitolina.
Uma menção secundária feita pelo cronista armênio Moisés de Corene é provavelmente baseada em Eusébio, mas expandiu-se com os comentários de que ele foi secretário de "Ardasches", que foram lidos ou mal interpretados, sugerindo que Aristo foi secretário de Marcos, primeiro bispo gentio de Jerusalém. Uma menção na Chronicon Paschale reproduz Eusébio.
Porém, Aristo é mais conhecido como o escritor de um Diálogo (entre Papisco, um judeu de Alexandria, e Jasão, que representa o autor) sobre o testemunho da profecia de Jesus Cristo, que foi defendida por Orígenes contra as afrontas de Celso. O pequeno livro foi talvez utilizado por Justino Mártir, em seu próprio Diálogo com Trifão e, provavelmente, também por Tertuliano e Cipriano, mas não foi preservado. Essa ligação de seu nome com a obra (ca. 140) foi feita por Máximo, o Confessor (século VII), embora as gerações anteriores, evidentemente, não conhecessem o autor desse texto. Este texto também foi citado por Jerônimo, levando à confusão em fontes mais antigas que Jerônimo mencionou Aristo pelo nome - que não era ele. Uma vez que o Diálogo era conhecido de Celso, Orígenes, Jerônimo e mais tarde de um tradutor de latim, e nenhum deles nomeia o autor, o testemunho de Máximo - que também mencionou que ele foi atribuído por outras pessoas a Lucas Evangelista, não é considerado confiável.